# Базиліка Сан-Вітале

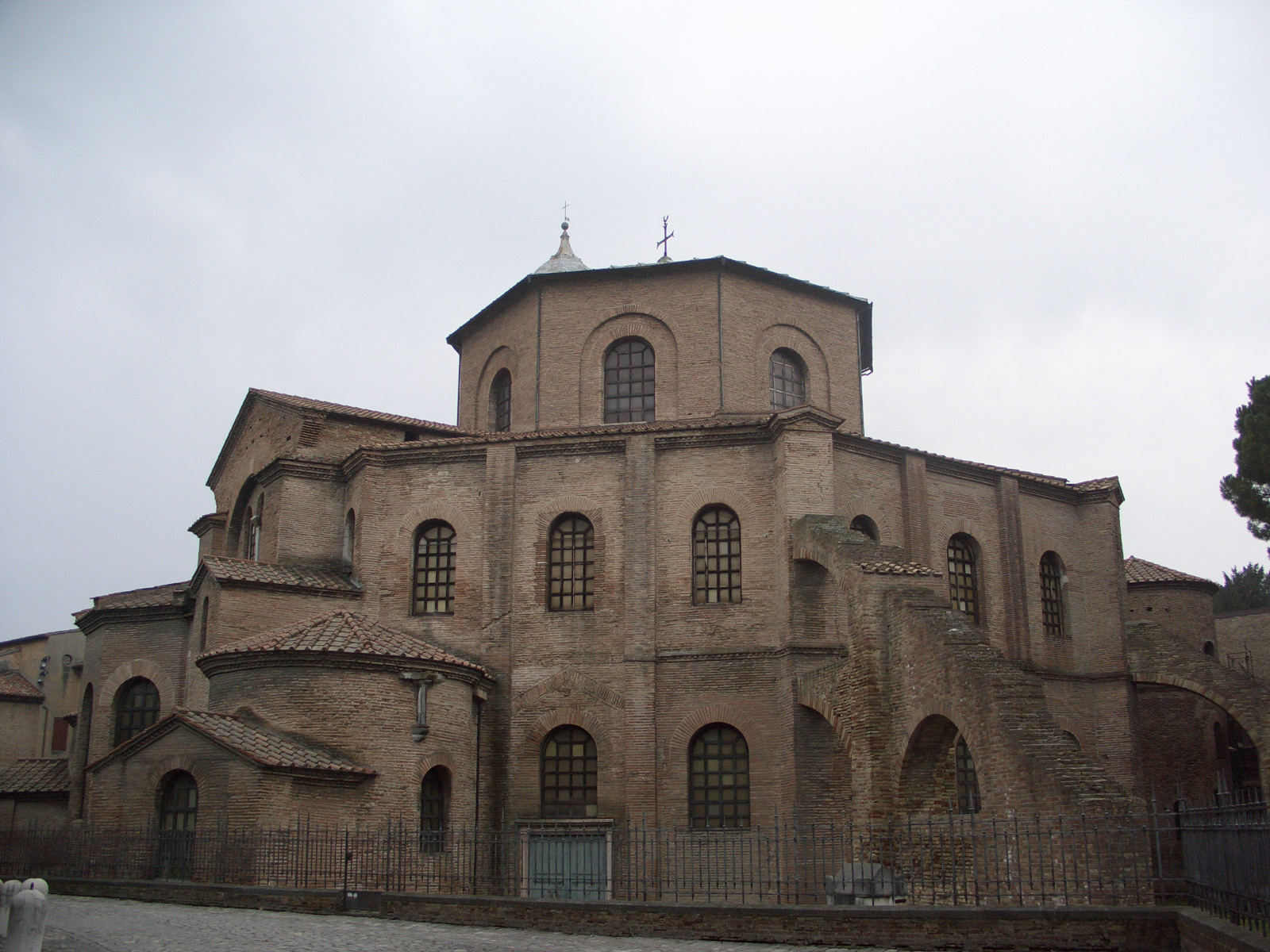

Базиліка Сан-Вітале (італ. Basilica di San Vitale) — ранньохристиянська базиліка в Равенні (Італія), найважливіший пам'ятник візантійського мистецтва в Західній Європі. У 1996 році разом з ранньохристиянськими пам'ятками Равенни ввійшла до списку об'єктів Світової спадщини ЮНЕСКО. Виділяється серед восьми ранньохристиянських пам'яток Равенни досконалістю своїх мозаїк, які не мають собі рівних за межами Константинополя.

## Історія базиліки
Базиліку заклав у 527 равенський єпископ Екклес після його повернення з Візантії, де він разом з папою Іваном I виконував дипломатичну місію за дорученням короля остготів Теодоріха Великого. Храм був освячений на честь ранньохристиянського мученика святого Віталія Міланського, чиє зображення можна побачити в консі апсиди. Будівництво проводилось на кошти грецького лихваря, Юліана Аргентарія (Срібляра). Освячення храму здійснив 19 квітня 548 року єпископ Максиміан. Все внутрішнє мозаїчне оздоблення церкви було створене одночасно в 546–547 роках, різницю у стилях академік В. Н. Лазарєв пояснює участю в роботі різних майстрів.
У XIII столітті до південної стіни церкви прибудували дзвіницю і провели реконструкцію дерев'яних перекриттів аркад. Масштабну реконструкцію храму здійснили в XVI столітті: задля боротьби з підняттям ґрунтових вод підняли на 80 см рівень підлоги, оновили пресбітерій, прибрали дерев'яні хори й перебудували внутрішній двір (1562) та південний портал будівлі. 1688 року землетрус зруйнував дзвіницю XIII століття, її відновили в 1696–1698 роках.
У 1780 році купол ротонди та підкупольні ніші, позбавлені при будівництві церкви будь-яких прикрас, розписали фресками болонці Бароцці та Гандольфі і венецієць Гварана (італ. Jacopo Guarana).

## Особливості архітектури

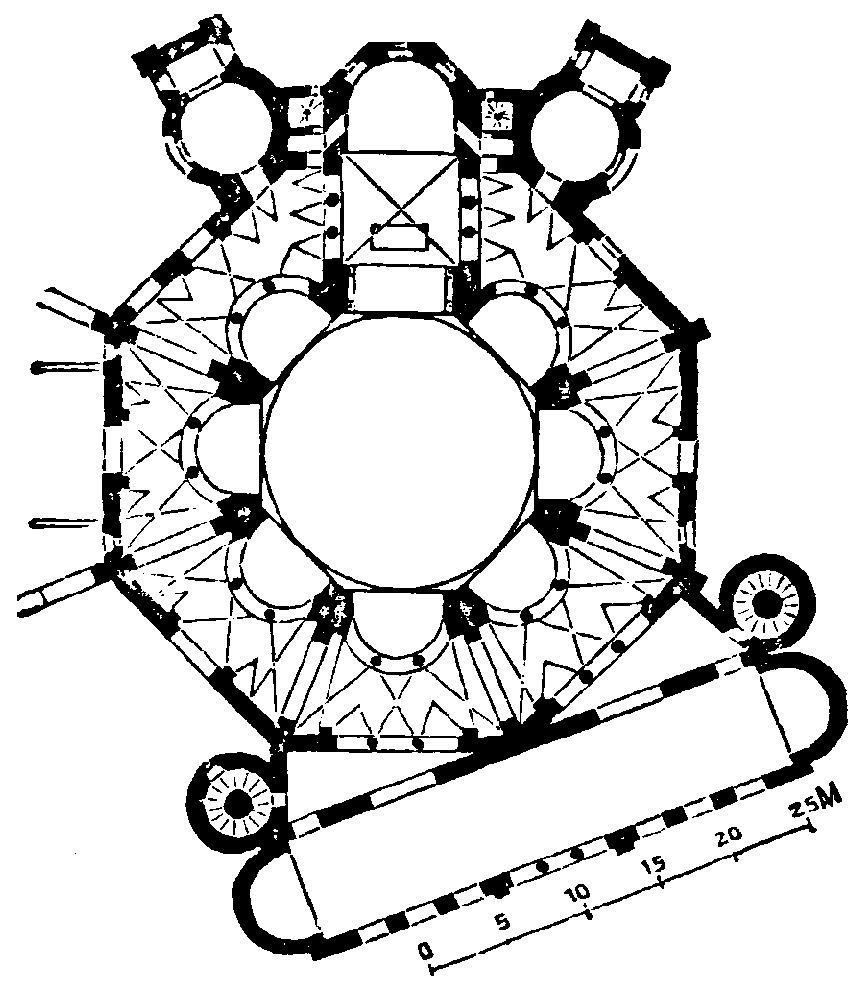
План базиліки

Базиліка побудована у формі восьмикутного Мартирію візантійського типу, близького за архітектурою до церкви Сергія та Вакха в Константинополі. Зовнішні стіни не мають будь-яких декоративних елементів і розчленовані вертикальними та горизонтальними контрфорсами. Будівля увінчана гранованим барабаном купола. Архітектура Сан-Вітале поєднує елементи класичного римського будівництва (купол, портали, ступінчасті башти) з візантійськими віяннями (трилопатева апсида, вузька форма цегли, трапецієподібні капітелі, пульван тощо). Низ внутрішніх стін базиліки облицьований мармуром, набірна підлога храму прикрашена геометричним орнаментом.

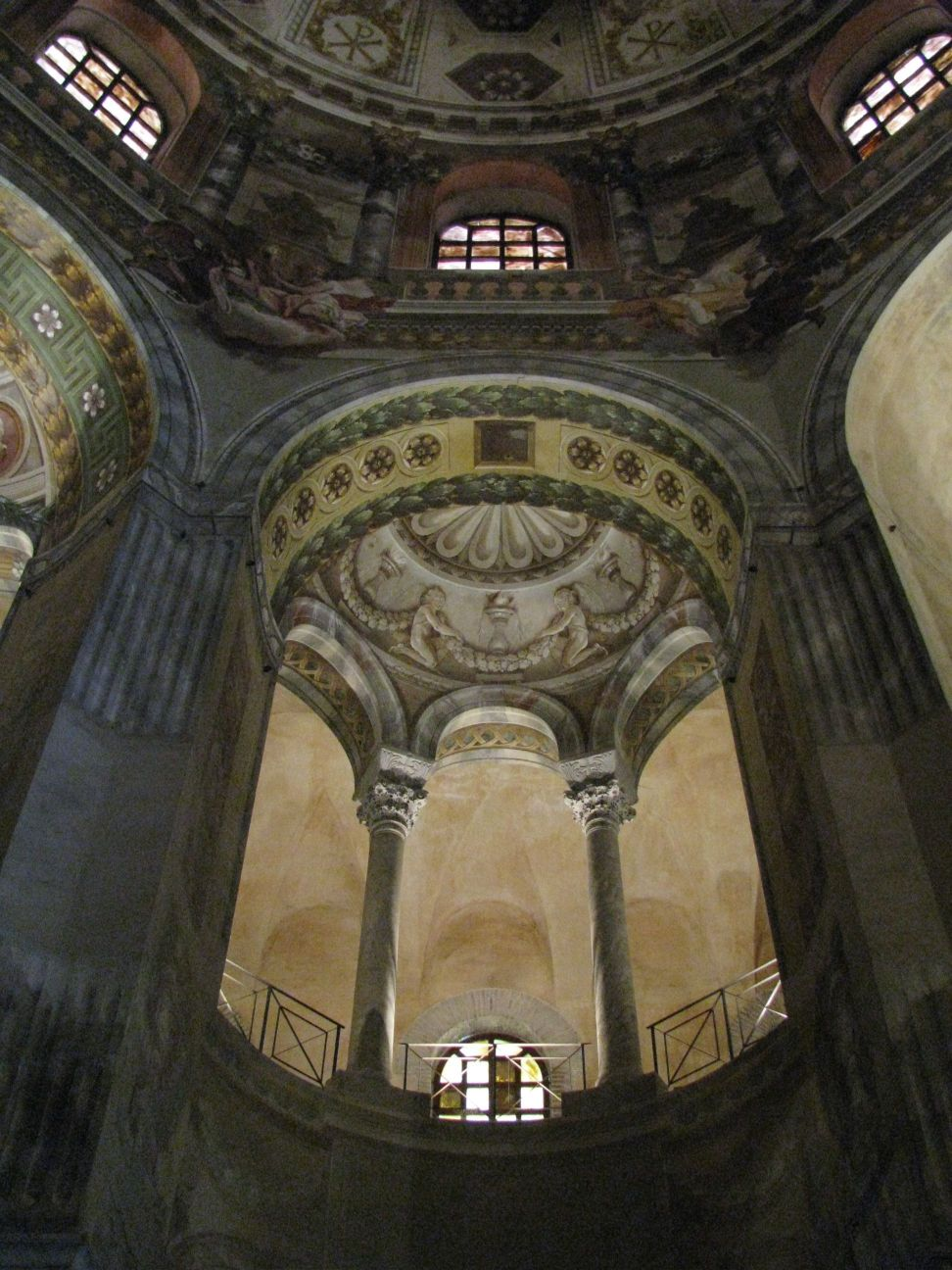
Аркада ротонди

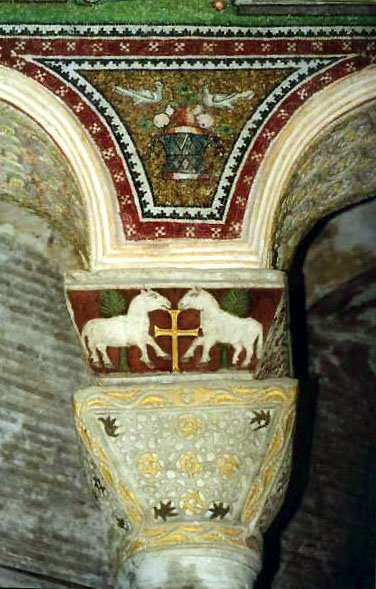
Мозаїчна прикраса капітелі

Конструкцію будівлі підтримують вісім центральних опор, на яких тримається купол діаметром 16 метрів. Для зменшення бічного тиску, куполу надали конусоподібної форми. Купол споруджений з легкого матеріалу — втягнутих одна в одну глиняних труб, закріплених одна над іншою в горизонтальних кільцях, які стають чимраз вужчими. Опорні стовпи утворюють в центрі храму ротонду, на другому ярусі якої розташовані хори. У проміжки між стовпами ротонди поміщені напівкруглі двоповерхові аркади, розташовані по дугах, вигнутих до зовнішніх стін церкви. Завдяки описаній будові храму, внутрішня частина церкви здається залитою світлом, а галереї, які її оточують, штучно занурені в містичну напівтемряву, на що одразу ж звертає увагу той хто прямує до мозаїк апсиди та пресбітерію.
Перед апсидою, освітлюваною трьома високими вікнами, круговий обхід ротонди переривається пресбітерієм, оточеним двоповерховими аркадами. Вівтар винесений за межі апсиди до пресбітерія, а в самій арсиді розташована стаціонарна мармурова кафедра. Капітелі аркади пресбітерію виконані у формі ажурних кошиків і прикрашені зображенням хреста, який знаходиться між двома агницями. Таке оформлення однак руйнує тектонічну природу ордера.
До особливостей Сан-Вітале слід віднести й незвичайну будову нартексу, розташованого тут під кутом до основної осі будівлі, яка проходить крізь пресбітерій. Причини такої будови нартексу не встановлені. На думку різних дослідників, архітектор міг таким чином: зберегти пам'ять про каплиці, які були раніше на місці храму, тісніше вбудувати в основний обсяг будинку дві вежі зі сходами, або просто створити, крім основного входу по осі будівлі, ще один у бічній частині церкви.
Базиліка в Равенні стала зразком для архітектури Каролінгського відродження в цілому і для її центрального твору — палацової капели в Аахені. Філіппо Брунеллескі вивчав конструкцію купола Сан Вітале при розробці проекту першого європейського купола Нового часу (флорентійський собор Санта-Марія-дель-Фйоре). Особливо він наголосив на тому, що для полегшення купола Равенської церкви замість наповнювача використовували порожнисті глиняні посудини.

## Внутрішнє оздоблення

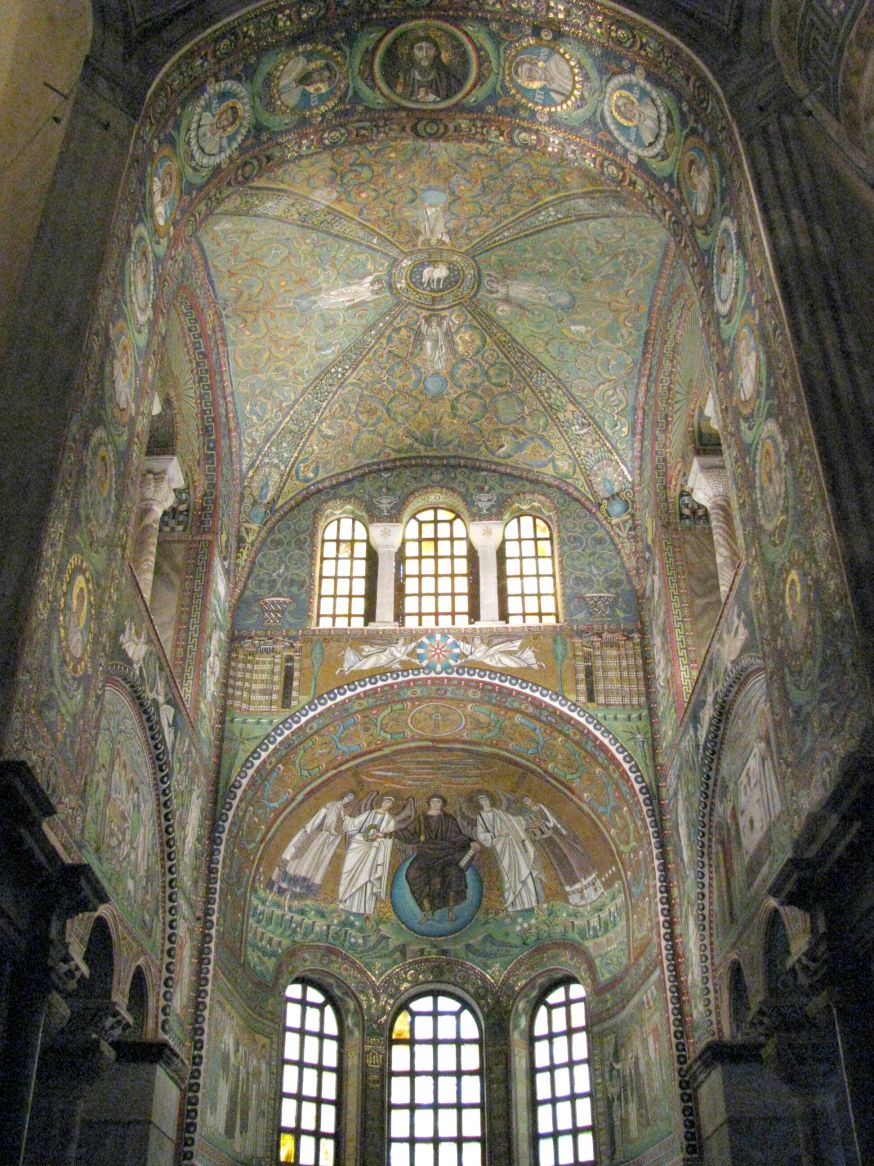
Мозаїчне оздоблення базиліки

Основний простір базиліки прикрашений мармуровою інкрустацією, а ввігнуті поверхні апсиди (аркади, склепіння, конха) стіни (віми) пресбітерію покриті візантійською мозаїкою. Мозаїки Сан Вітале повинні були продемонструвати західному світові могутність та бездоганний смак візантійського імператора Юстиніана під час недовгого панування візантійців в Італії.
Мозаїки Сан-Вітале є рідкісним для Європи зразком ранньохристиянського монументального живопису, створеного в техніці візантійської мозаїки. Особливу значущість мають прижиттєві портрети імператора Юстиніана і його дружини Феодори.
Майстри за допомогою мозаїки змогли підкреслити архітектурні елементи базиліки, зробивши акценти на символічному зв'язку елемента конструкції та нанесеного на нього зображення:
| Мозаїки, які покривають весь цей інтер'єр за винятком цоколя, прекрасно розкривають конструктивний сенс архітектури. Люнети, розпалубки, стіни, арки, ніші та склепіння ефектно виділені різними типами декору. Так, ребра хрестового склепіння посилені рослинними гірляндами, тоді як фігури ангелів, які уособлюють міць несучих конструкцій, підтримують центральний медальйон . — Отто Демус.Мозаїки візантійських храмів |

У бічних галереях знаходяться декілька ранньохристиянських саркофагів. Серед них найбільш примітний мармуровий саркофаг V століття, трохи перероблений у середині VI століття, в якому, як свідчать грецький та латинський написи на кришці, був похований равеннський екзарх Ісаак. На бічних сторонах саркофага можна побачити барельєфи, що зображують поклоніння волхвів, воскресіння Лазаря, Даниїла в левиному рову і хрест з двома павичами.

### Мозаїки апсиди
- Конха апсиди

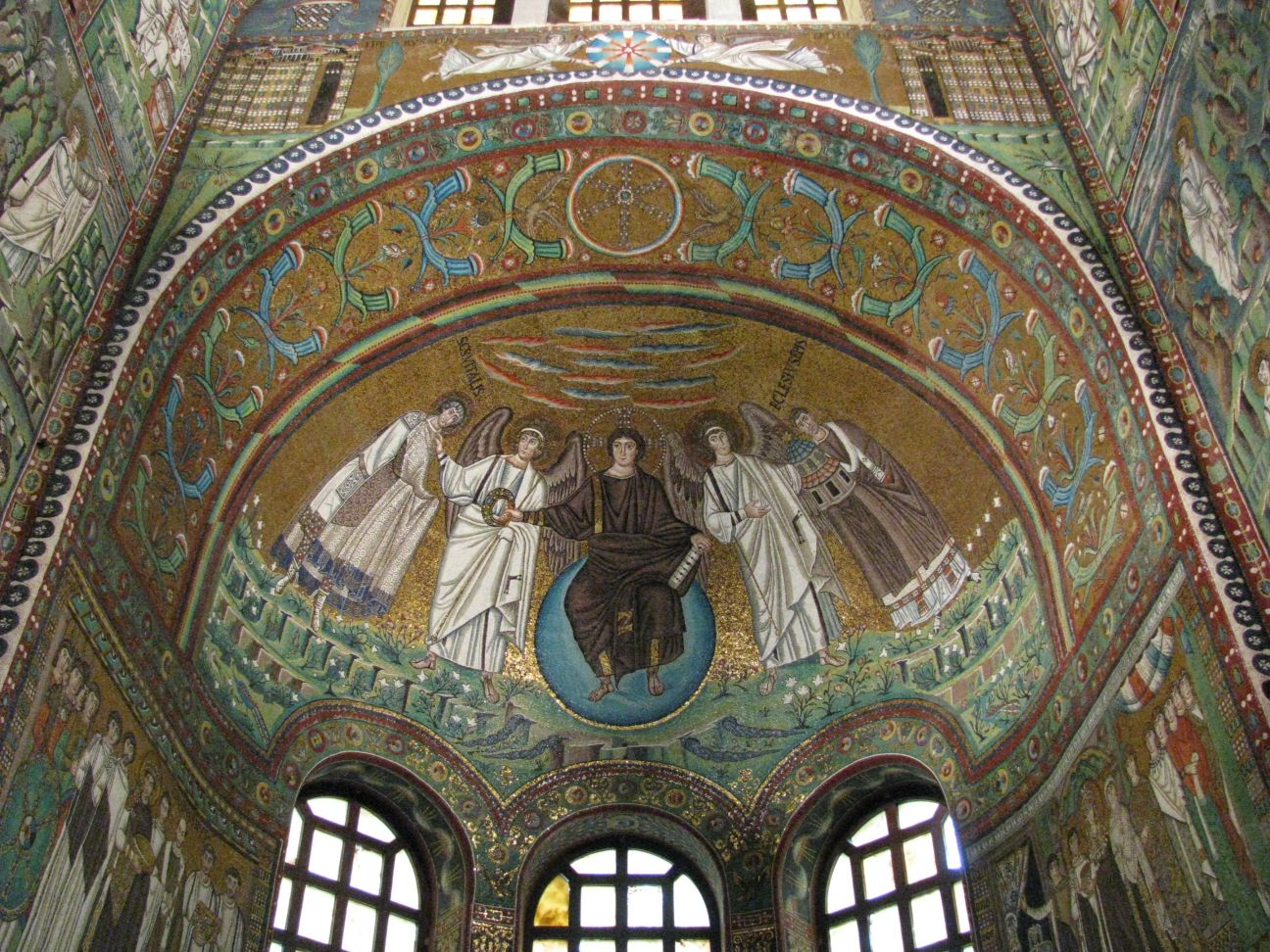
Мозаїка конхи

Конха прикрашена мозаїкою, що зображає Ісуса Христа в образі хлопця з хрещатим німбом, котрий сидить на блакитній небесній сфері, в оточенні двох янголів. Христос однією рукою тримає сувій, опечатаний сімома печатками (Одкр 5:1), а іншою простягає мученицький вінець слави святому Віталію, якого підводить до нього янгол. Другий янгол представляє Ісусу равеннського єпископа Екклезія, який дарує тому макет заснованої ним базиліки Сан-Вітале.
З-під ніг Ісуса по кам'янистому ґрунтові, на якому ростуть лілії, випливають чотири ріки Едема: Фісон, Гіхон, Хіддекель та Євфрат. Ця деталь прославляє Ісуса як джерело води живої (Одкр 21:6) та ріднить равеннське зображення з мозаїкою монастиря Латомоса (Греція), створеною в той самий час.
В. Н. Лазарєв відзначає, що мозаїка конхи є однією з найбільш витончених за виконанням, вирізняється підкреслено симетричною композицією та урочистим характером. На його думку, над її створенням працювали мозаїчисти, які знали столичні варіанти візантійського мистецтва. Разом з тим, мозаїки апсиди передають і типово візантійську незрушність фігур, всі персонажі зображені анфас, стоячи. Навіть учасники двох процесій ніби зупинилися на мить, щоб показати себе в стаціонарному положенні, щоб дозволити глядачеві помилуватися їх персонами.
- Нижній рівень апсиди

На бічних стінах апсиди по боках від вікон розташовані мозаїчні портрети імператора Юстиніана і його дружини Феодори в оточенні вельмож, придворних дам і священнослужителів. Це історичні портрети, створені найкращими равеннськими майстрами на основі столичних зразків (В. Н. Лазарєв вважає, що це були „царські портрети, які розсилалися в провінції Візантійської імперії для копіювання“). Створення цих композицій було символом тріумфу імператора, який повернув Равенну під візантійський патронат.
|                             |  |                              |
| Імператор Юстиніан з почтом |  | імператриця Феодора з почтом |

Імператор з дружиною зображені як донатори, що дарують церкві дорогоцінні літургійні посудини. Виконані як фризи зображення вирізняються фронтальною композицією та одноманітністю поз і жестів. При цьому майстри змогли зобразити імператорську сім'ю з індивідуальними рисами обличь в образі ідеальних правителів, а сама композиція передає рух двох процесій у напрямку до вівтаря.
- Юстиніан I

Імператор Юстиніан дарує церкві Патен та зображений, як і всі інші фігури, у фронтальній позі. Його голова, увінчана діадемою, оточена німбом, що показує візантійську традицію відзначати таким способом царя.

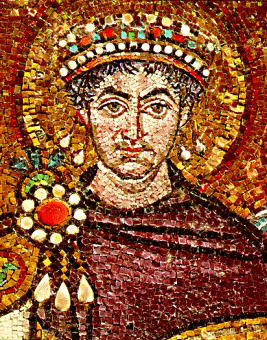
Імператор Юстиніан

По боках від Юстиніана стоять придворні та священнослужителі. Серед них виділяються: літня людина в одязі сенатора (єдиний стоїть у другому ряду, за однією з версій, це лихвар Юліан Аргентарій, який фінансував будівництво базиліки, за іншою, полководець Велізарій, за третьою,praefectus praetorio (префект преторія) — посадова особа, що представляла особу імператора в день освячення храму), єпископ Максиміан з хрестом у руці і два диякони (один тримає Євангеліє, а інший — кадило). На цій мозаїці Юстиніан та Максиміан зображені як авторитарні представники світської та церковної влади, тому їхні фігури займають домінуюче місце, а над головою єпископа навіть розташований гордовитий напис:Maximianus. Якщо портрет Юстиніана є, швидше за все, копією з офіційних зображень, що їх розсилали по всій імперії, то портрети Максиміана та персонажа, який стоїть у другому ряду, виділяються характерними рисами, що дозволяє припустити про знайомство мозаїчиста з оригіналами.
| Розкішні шати дали можливість мозаїчистам розгорнути перед глядачем все сліпуче багатство їх палітри — починаючи від ніжних білих та пурпурових тонів і кінчаючи яскраво-зеленими та оранжево-червоними. Особливої витонченості виконання вони досягли в особах чотирьох центральних фігур, складених з дрібніших кубиків. Це дозволило їм створити чотири чудових за гостротою характеристики портрети, в яких, попри яскраво виражені індивідуальні риси, є й щось спільне: особлива строгість виразу та відбиток глибокої переконаності. |

- Феодора

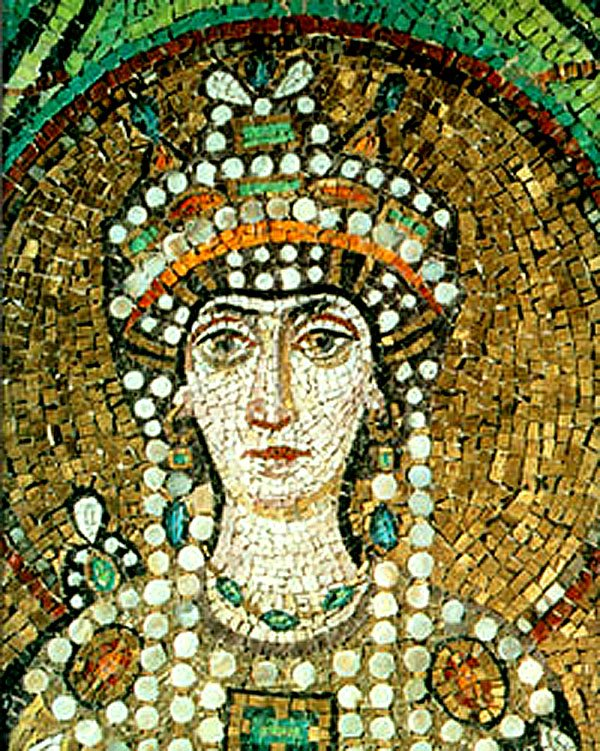
Імператриця Феодора

Імператриця зображена такою що стоїть в нартексі, перед нею два охоронці, один з яких відсуває завісу перед дверима. В руках Феодори дар церкви — золотий потир, голова, увінчана діадемою та оточена німбом, на плечах лежить важке намисто. Пелену плаща імператриці прикрашає сцена поклоніння волхвів, що є натяком на підношення самої Феодори. Фігура цариці (єдина з всіх інших) облямована нішею з конхою, яку А. Альфельді розглядає як «нішу прославлення». Групу придворних дам, що йде за Феодорою, очолюють дві жінки, чиїм зображенням надано портретних рис, (імовірно, Антонія та Іоанна — дружина та дочка полководця Велізария), особи інших придворних дам стереотипні.
| І тут розкішні візантійські шати дали мозаїчистам можливість блиснути вишуканими колористичними рішеннями. Особливо красиві фарби на трьох центральних жіночих постатях. Їхні обличчя складені з дрібніших та різноманітніших за формою кубиків, що полегшило досягти портретної схожості. Обличчя решти придворних дам, як і обличчя варти на мозаїці з Юстиніаном, мають стереотипний характер і невиразні. Тут вже високе мистецтво поступається місцем ремеслу та рутині. |

### «Тріумфальна» та вхідна арки

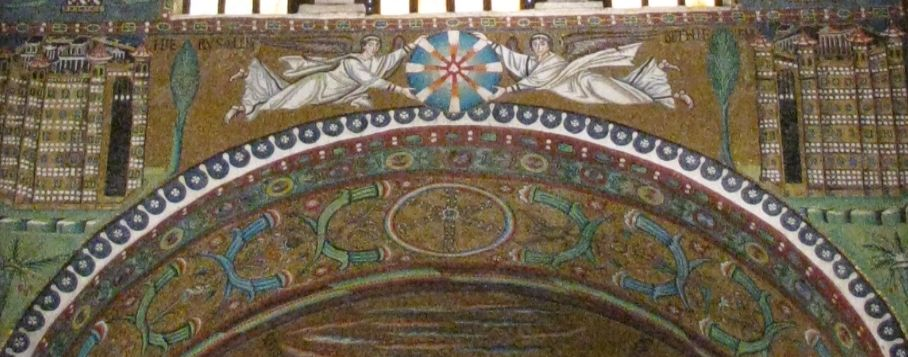
«Тріумфальна арка»

Арка, що облямовує конхи апсиди, через наявність розкішних мозаїчних прикрас отримала назву тріумфальної. Вона прикрашена мозаїкою із зображенням семи пар рогів достатку серед квітів та птахів. Біля верхньої пари рогів знаходяться зображення імператорських орлів, а між ними — монограма Ісуса Христа. Зовнішній бік арки, звернений у пресбітерій, прикрашений зображенням двох янголів, котрі піднімають медальйон з хрестом. Вони зображені між двома центрами християнського паломництва — Єрусалимом і Вифлеємом.

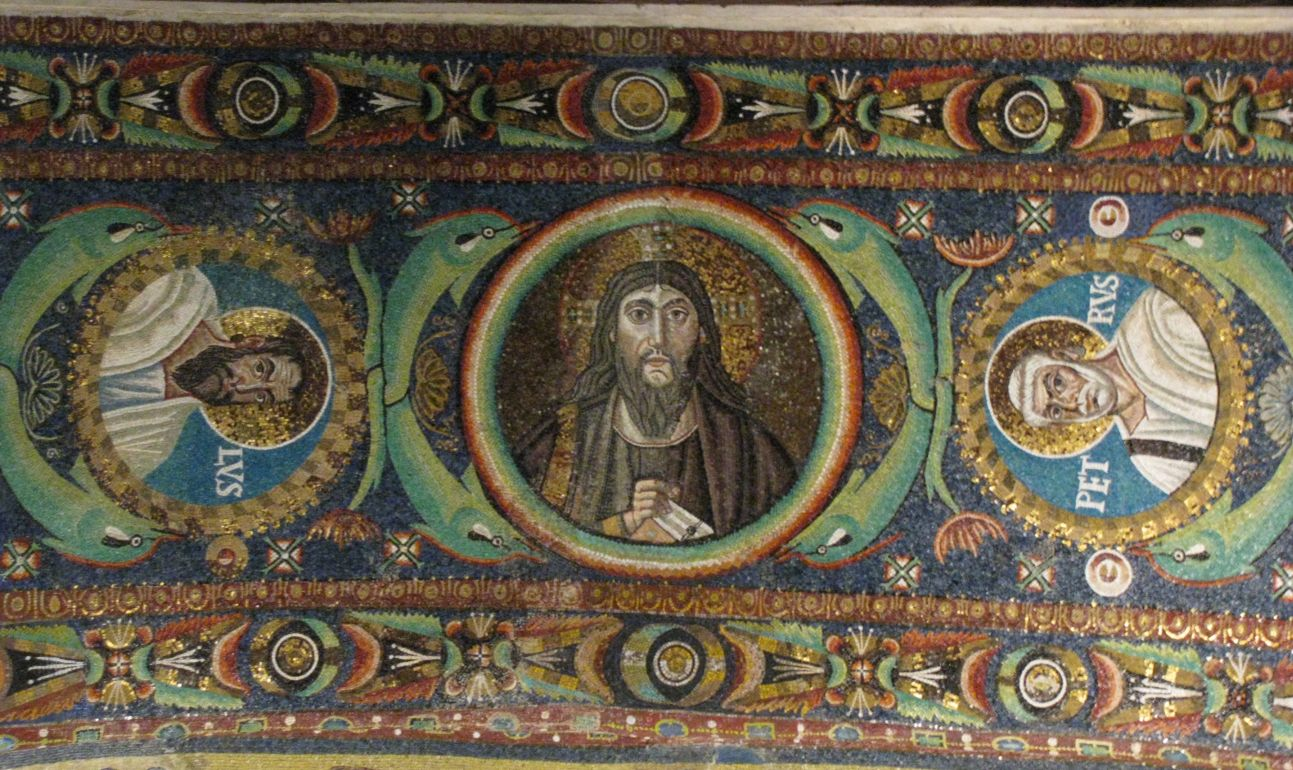
«Вхідна арка»

На схилках вхідної арки пресбітерію розміщені 14 медальйонів (по 7 на кожній стороні) з напівфігурами апостолів і святих, а в замку арки медальйон з обличчям Христа. Медальйони розділені парами дельфінів. Медальйони представлені в такому порядку (у напрямку зліва направо, якщо дивитися з основного простору храму): мученик Гервасій; апостоли Тадей, Матвій, Варфоломій, Іван Богослов, Андрій Первозваний, Петро; Христос; апостоли Павло, Яків, Пилип, Хома, Яків Алфеїв, Симон Кананіт, мученик Протасій. Отже, крім дванадцяти апостолів на арці зображені двоє святих — Гервасій та Протасій, яких традиція називає синами святого Віталія. Те, що ці святі перебувають в одному ряду з апостолами демонструє, з одного боку, зв'язок Равенни з Міланом, де були знайдені їх мощі, і нагадує, з іншого боку, про містичну участь цих святих у перемозі над аріанством. Особам апостолів надано індивідуальних рис, так апостол Андрій зображений зі скуйовдженим волоссям та широко розкритими очима.

### Пресбітерій
Віми пресбітерія розділені на три мозаїчних регістри: стіни, верхню галерею та склепіння. Художнє виконання мозаїк пресбітерія набагато грубше порівняно з мозаїкою апсиди, ймовірно, їх створили інші мозаїчисти, які працювали в місцевій традиції. Разом з тим, в мозаїках пресбітерія немає статичності мозаїк апсиди: персонажі стоять, сидять; до глядачів вони звернені анфас, в профіль, півоберта; на зміну золотому фону апсиди прийшли пейзажі. Тематика мозаїк присвячена символічному змісту ідеї жертви Христової, яка розкривається через старозавітні образи відповідно до літургійного трактування таїнства євхаристії.
Академік В. Н. Лазарев відзначає, що мозаїки пресбітерія частково постраждали від грубих реставрацій. При цьому вони вирізняються складною символікою, характерною для оздоблення константинопольських церков. Це дозволяє йому зробити висновок, що «іконографічна програма цих мозаїк походить з візантійських джерел». У мозаїках пресбітерію особливо виділяється художнє виконання пейзажів — скелясті уступи, схожі на уламки кристала розфарбовані яскравими тонами (блакитний, зелений, ліловий, пурпурний) і місцями прикрашені золотом. Все це створює ілюзію яскравого квіткового килима.

#### Стіни
- Ліва стіна

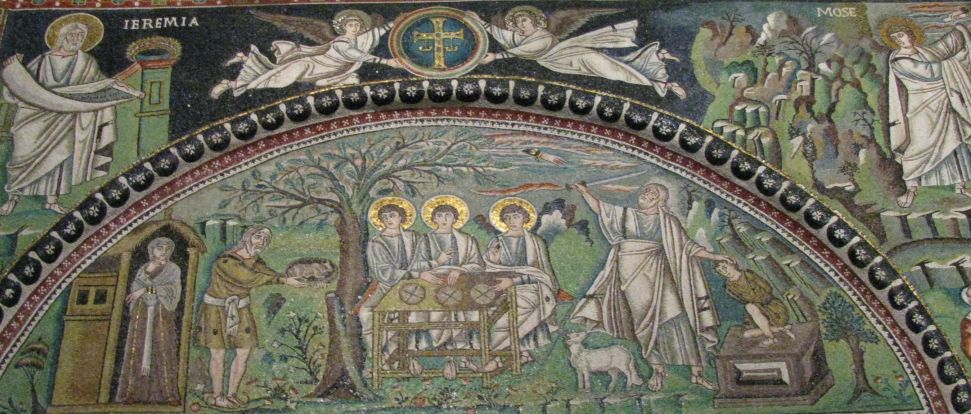
Сцени з життя Авраама

Мозаїки лівої стіни присвячені подіям з життя патріарха Авраама: «Гостинність Авраама» (або старозавітна Трійця) та «Жертвопринесення Авраама». У першій композиції троє гостей сидять на столом, на якому лежать три хліби, відмічені знаком хреста, Авраам підносить заколоте ним теля, а його дружина Сарра спостерігає за цією сценою з намету. На другій композиції основний акцент перенесений на божественну долоню, яка відводить убік ніж Авраама, занесений над його сином Ісааком. По боках від центральних композицій зображені пророк Єремія з сувоєм у руках і Мойсей, який одержує на Синаї Скрижалі Заповіту на очах дванадцяти Ізраїлевих старійшин. Відзначають високу майстерність мозаїста, який уникнув одноманітності при зображенні трьох янголів, що сидять: їх голови злегка нахилені, положення їх рук і ніг відрізняються. Мозаїка також детально показує листя дерева, під яким сидять янголи, що дозволяє зробити висновок, що це саме дуб.
- Права стіна

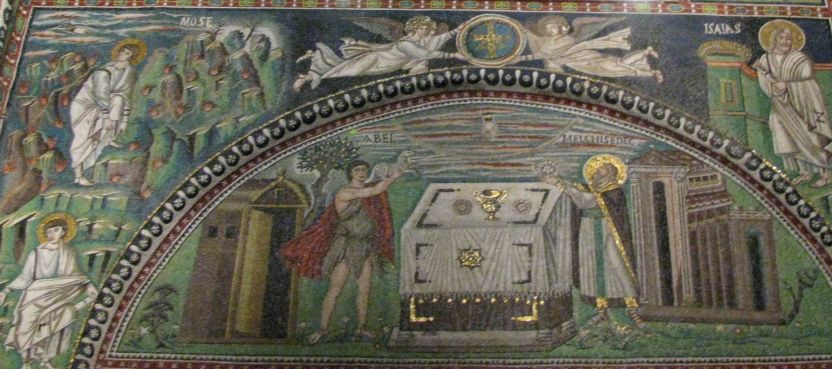
Жертвопринесення Авеля та Мельхіседека

Центр правої стіни займає композиція із зображенням жертвопринесень Авеля і Мелхіседека (символічний натяк на хресну смерть Христа). Зображення трьох жертвоприношень (Авеля, Мельхиседека та Авраама) на стінах пресбітерію ілюструє молитву євхаристійного канону римської літургії:
Ліворуч від центральної мозаїки розміщені дві сцени з життя Мойсея: бачення ним Неопалимої купини на горі Хорив, і Мойсей серед стада його тестя Іофора. На правій частині зображений пророк Ісая (його постать є парною відносно до пророка Єремії на протилежній стіні). Ці два старозавітних пророка були обрані через те, що вони передбачили втілення Сина Божого, його страждання та хресну смерть. Незвично зображена сцена з Неопалимої купини: вогнем охоплений не лише кущ, але й вся гора.

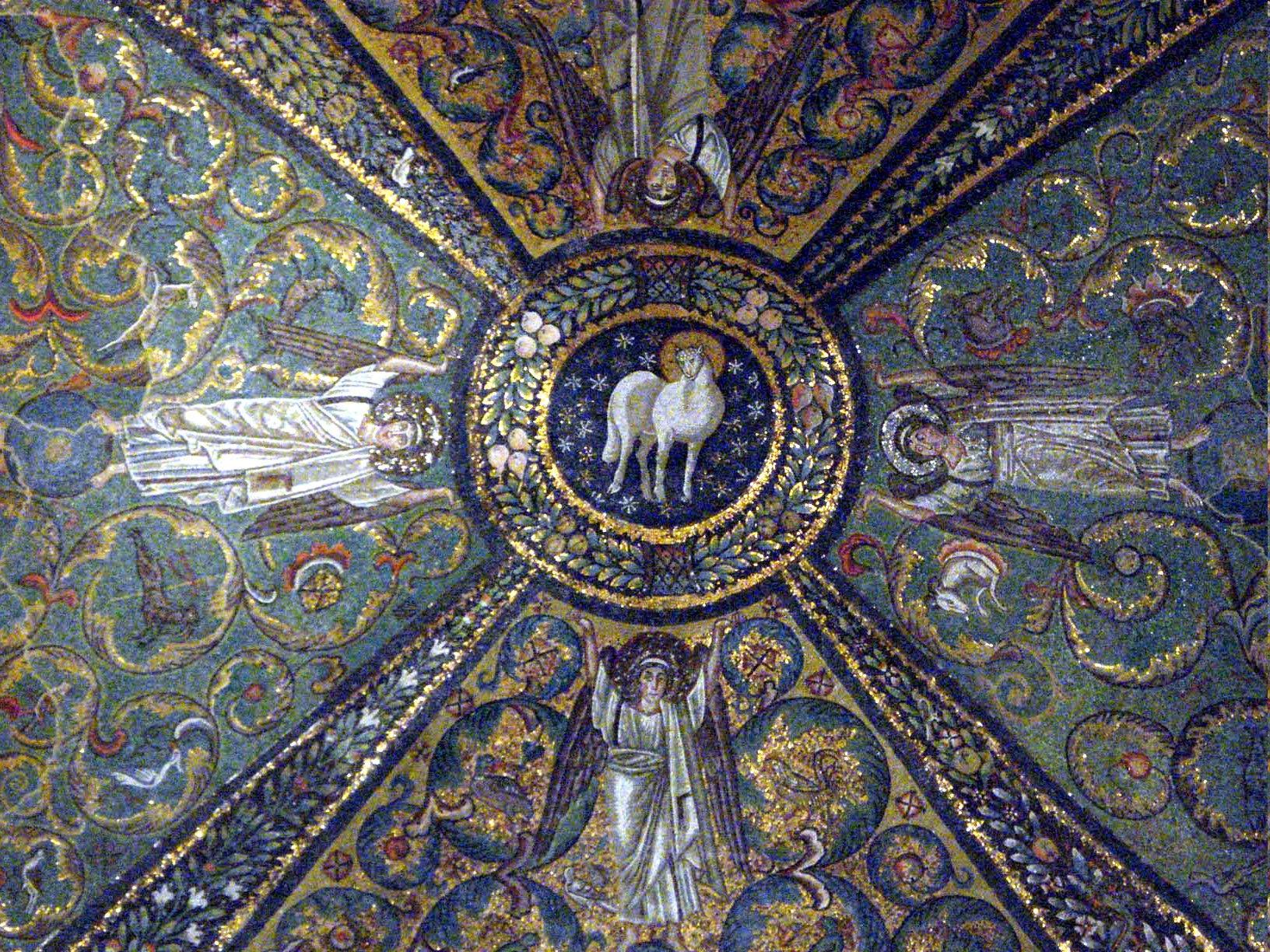
Мозаїка склепіння

|                          |                                              |                                                                      |                       |
| Єремія та Іоанн Богослов | Мойсей пасе стада Іофора та Неопалима купина | Мойсей отримує одкровення на горі Синай на очах старійшин Ізраїлевих | Ісайя та Апостол Марк |

#### Верхня галерея й склепіння
Арочні отвори верхньої галереї прикрашені зображеннями чотирьох євангелістів та їх символами. З під ніг євангелістів випливають струмки чистої води, що символізує добру звістку Євангелія, в цій воді купаються птиці та водні звірі, в тому числі чапля та черепаха. У фундамент арок поміщені вази, з яких ростуть виноградні лози і, переплітаючись, сходяться в замку арки біля зображення хреста.
Склепіння прикрашене медальйоном із зображенням апокаліптичного Агнця (Одкр 5:12), підтримуваного чотирма ангелами в позі Оранта, що символізують сторони світу. Білосніжний агнець, увінчаний німбом, зображений на тлі зоряного неба, медальйон з ним облямований вінком. Композиція оточена райськими деревами, рослинами, птахами та тваринами. Божественний Агнець, який узяв на себе гріхи світу («Agnus Dei, qui tollis peccata mundi» з римської літургії), вінчає цикл мозаїк пресбітерію, присвячений жертвам, які люди приносять Богу.
Поруч з базилікою Сан-Вітале розташований Національний музей Равенни.